# Парцијални притисак угљен-диоксида
Парцијални притисак угљен-диоксида  који се  користи у медицини као показатељ стања у артеријској крви и један је од добрих показатељ његове концентрације у укрви и индиректно стања плућне вентилације и у метеорологији, науци о клими, океанографији и лимнологији да опише фракциони притисак угљен-диоксида као функцију његове концентрације у гасовима или раствореним фазама.
Јединице за PaCO2 су Pa, mmHg, или било која друга стандардна јединица за атмосферски притисак. Парцијални притисак угљен-диоксида Земљине атмосфере је порастао са приближно 280 ppm (делова на милион) на средњу вредност из 2019. године од 409,8 ppm као резултат антропогеног ослобађања угљен-диоксида из сагоревања фосилних горива. Ово је највећа атмосферска концентрација CO2 која је постојала на Земљи у најмање последњих 800.000 година.
Границе физиолошких вредности за PaCO2  у човековом организму су 4,7 - 6,0 kPa (35-45 mmHg).

## Зашто је угљен-диоксид битан?
Угљен диоксид је најважнији гас стаклене баште на Земљи : гас који апсорбује и зрачи топлоту. За разлику од кисеоника или азота (који чине већину наше атмосфере), гасови стаклене баште апсорбују топлоту која зрачи са површине Земље и поново је ослобађају у свим правцима – укључујући и назад према површини Земље. Без угљен-диоксида, Земљин природни ефекат стаклене баште био би преслаб да задржи просечну глобалну површинску температуру изнад нуле. Додавањем више угљен-диоксида у атмосферу, људи појачавају природни ефекат стаклене баште, узрокујући пораст глобалне температуре. Према запажањима  NOAA Global Monitoring Lab-а, 2021. године сам угљен-диоксид је био одговоран за око две трећине укупног утицаја на загревање свих гасова стаклене баште које производи људи.
Други разлог зашто је угљен-диоксид важан у Земљином систему је тај што се раствара у океану попут газираног гаса у конзерви соде. Реагује са молекулима воде, производећи угљену киселину и снижавајући пХ океана (подижући његову киселост). Од почетка индустријске револуције, пХ површинских вода океана је пао са 8,21 на 8,10. Овај пад пХ се назива ацидификација океана.
Трећи разлог зашто је угљен-диоксид важан у Земљином систему је физиологија дисања живих бића, посебно човека коју проучава медицинска физиологија као процес  дисања непосредно повезане са потрошњом кисеоника и ослобађањем угљен-диоксида, који имају за циљ стварање и ослобађање енергије потребне у човековим животним процесима.

## Медицина
У медицини се парцијални притисак угљен-диоксида у артеријској крви означава акронимом PaCO2 или {\displaystyle P_{a_{{\ce {CO2}}}}}   (од енг. речи Partial Pressure of Carbon Dioxide). Његова вредност  у системској циркулацији указује на ефикасност вентилације у плућним алвеолама, с обзиром на дифузиони капацитет гаса.  
Парцијални притисак угљен-диоксида у артеријској крви је добар показатељ респираторне функције и блиско је повезан са фактором киселинско-базне хомеостазе, одражавајући количину киселине у крви (без млечне киселине). Обично се мерење вредности PaCO2 врши гасном анализом артеријске крви; међутим, постоје и друге методе као што су узорковање крви из периферних вена, централних вена или мешовитих вена.
Нормалне вредности PaCO2 за људе су у  4,7 - 6,0 kPa (35-45 mmHg). 
- Вредности мање од  4,7  kPa (35 mmHg)  могу указивати на хипервентилацију, а ако је  пХ вредност крви већа од 7,45, на респираторну алкалозу.

- Вредности веће од  6,0 kPa (45 mmHg). могу указивати на хиповентилацију, а ако је пХ вредност крви мања од 7,35, на респираторну ацидозу.[6][7]

### Парцијални притисак угљен-диоксида у органозму
Угљен диоксид је нуспроизвод метаболизма хране и у великим количинама има токсичне ефекте укључујући: диспнеју, ацидозу и промену свести.
Парцијални  притисак угљен-диоксида у артеријској крви
PaCO2  – парцијални притисак угљен-диоксида на нивоу мора у артеријској крви је између 35 и 45 mmHg.
Парцијални  притисак угљен-диоксида у венској крви
PvCO2   – Парцијални притисак угљен-диоксида на нивоу мора у венској крви је између 40 и 50 mmHg.

### Клинички значај PaCO2
Равнотежа унутар респираторног система зависи првенствено од снабдевања кисеоником и уклањања угљен-диоксида, чиме се регулише пХ вредност тела. У нормалним физиолошким условима, минутна вентилација, или литара у минути ваздуха који се размењује у плућима, првенствено се контролише парцијалним притиском артеријског угљен-диоксида (PaCO2). Минутна вентилација се рутински користи као сурогат за алвеоларну вентилацију. Поред алвеоларне вентилацију гасови у плућима се размењују укључујући и PaCO2.
Метода којом је PaCO2 укључен у регулацију минутне вентилације је пХ вредност тела. Угљен-диоксид је укључен у систем бикарбонатног пуфера. У присуству вишка угљен-диоксида доћи ће до преласка на угљену киселину, што ће на крају изазвати стварање водоникових катјона и бикарбонатних анјона. Са овом повећаном производњом водоничних јона, телесна вредност пХ ће почети да се смањује, изазивајући ацидозу од ацидемије. И периферни и централни хеморецептори ће реаговати на ову ацидемију и покушати да уклоне вишак водониковог јона. Оба система раде заједно. Међутим, централни хеморецептори одржавају огромну већину минутне вентилације јер су бржи и дозвољавају мање промене пХ вредности него каротидна тела, која чине само око 15% минутне вентилације. Ови хеморецептори осећају промене локалне   пХ вредности, као и повећање или смањење локалног PaCO2.
Цереброспинална течност у мозгу је такође у стању да регулише минутну вентилацију тако што осећа промене пХ вредности. Иако одговор ЦНС-а није тако брз као локални хеморецептори, он такође може да прилагоди минутну вентилацију током времена.
Вероватно најчешћа употреба је мерење PCO2 из артеријске крви или PvCO2 из венске крви. Физиологија која стоји иза регулације минутне вентилације изнад наводи да како се PaCO2 повећава, или PvCO2, бикарбонатни пуфер систем ће покушати компензацију генерисањем бикарбонатних јона поред јона водоника. Ови водоникови јони ће снизити системску пХ вредност стварајући ацидемију. Промена локалног PaCO2, као и промена пХ вредности, изазива промену минутне вентилације. У нормалним физиолошким условима, повећање PaCO2 изазива смањење пХ вредности, што ће повећати минутну вентилацију и самим тим повећати алвеоларну вентилацију да би се покушала достићи хомеостаза. Што је минутна вентилација већа, то ће се више размене и губитка PaCO2 десити и обрнуто. И супротно; смањење PaCO2 ће повећати пХ вредност, што ће смањити минутну вентилацију и смањити алвеоларну вентилацију; ово је пример неопходних процена гасова у крви у условима ацидобазних поремећаја.
Поремећаји киселинске базе могу бити једноставни или мешовити. Хендерсон-Хаселбалхова једначина показује да пХ вредност не утиче само на бикарбонат већ и на PaCO2. Као што је горе поменуто, док је PCO2 углавном под регулацијом минутне вентилације и респираторне механике, бубрези и бикарбонатни пуфер систем регулишу бикарбонат. Према томе, ацидо-базни поремећаји могу бити или респираторни, који се односе на PCO2, или метаболички, као резултат бикарбоната. У једноставној респираторној ацидози, PCO2 ће порасти изнад нормалног, а нормалан физиолошки одговор ће бити повећање минутне вентилације како би се PCO2 и пХ  вредности вратили на хомеостазу. У једноставној респираторној алкалози, PCO2 опада од нормалног, а нормалан одговор је смањење минутне вентилације како би се омогућило да PCO2поново порасте на нормалу.
Постоје разлике у акутном и хроничном стадијуму респираторне ацидозе или алкалозе. Акутна респираторна ацидоза услед повећаног PCO2 ће довести до тренутних промена нивоа бикарбоната у серуму због бикарбонатног пуфер система; међутим, ово је ограничено у својој способности да постигне хомеостазу. Бубрези ће постепено повећавати нивое бикарбоната у серуму у хроничним случајевима. Хронична респираторна ацидоза је када ацидемија постоји 3 до 5 дана, што је отприлике колико ће времена бити потребно бубрезима да ублажи ацидемију. Код акутне респираторне ацидозе, нормално, бикарбонат у серуму ће се повећати за 1 mEq/L за сваких 10 mmHg  повећања PCO2. За хроничну респираторну ацидозу, бикарбонат у серуму ће се повећати за 4 до 5 mEq/L за сваких 10 mmHg  пораста PCO2.  Резултат обично изазива благу хроничну ацидозу или низак нормалан пХ близу 7,35.  Што се тиче респираторне алкалозе, исти временски оквир важи за акутну и хроничну. Код акутне респираторне алкалозе, за свако смањење PCO2 за 10 mmHg , бикарбонат у серуму ће се такође смањити за 2 mEq/L. Код хроничне респираторне алкалозе, или алкалозе која траје 3 до 5 дана, за сваки пад PCO2 од 10 mmHg, очекује се да ће серумски бикарбонат смањити за 4 до 5 mEq/L.